# 111th Street (stacja metra na Fulton Street Line)
111th Street – stacja metra nowojorskiego, na linii A. Znajduje się w dzielnicy Queens, w Nowym Jorku i zlokalizowana jest pomiędzy stacjami 104th Street i Ozone Park – Lefferts Boulevard. Została otwarta 25 września 1915.